# خاچگدیک
خاچگدیک (به ارمنی: Խաչգետիկ) یک منطقهٔ مسکونی در جمهوری آرتساخ است که در استان کاشاتاق واقع شده‌است.